# Nassir Little
Nassir Shamai Little, né le 11 février 2000 à Pensacola en Floride, est un joueur américain de basket-ball évoluant au poste d'ailier voire d'ailier fort. Il mesure 1,95 m.

## Biographie

### Carrière universitaire
En 2018, lors du McDonald's All-American Game, il inscrit 28 points et est nommé MVP.
Il effectue ensuite son cursus universitaire avec les Tar Heels de la Caroline du Nord. À la fin de la saison qui se conclut par une élimination en demi-finale régionale lors de la March Madness 2019, il se déclare candidat pour la draft 2019 de la NBA. 

### Carrière professionnelle

#### Trail Blazers de Portland (2019-2023)
Little est choisi en 25e position par les Trail Blazers de Portland lors de la draft 2019.

#### Suns de Phoenix (2023-2024)
En septembre 2023, il est transféré vers les Suns de Phoenix dans un échange impliquant les Trail Blazers, les Suns et les Bucks. En août 2024, les Suns coupent Little de leur effectif.

## Statistiques

### Universitaires
| Saison    | Équipe         | Matchs | Titul. | Min./m | % Tir | % 3pts | % LF | Rbds/m. | Pass/m. | Int/m. | Ctr/m. | Pts/m. |
| --------- | -------------- | ------ | ------ | ------ | ----- | ------ | ---- | ------- | ------- | ------ | ------ | ------ |
| 2018-2019 | North Carolina | 36     | 0      | 18,2   | 47,8  | 26,9   | 77,0 | 4,60    | 0,70    | 0,50   | 0,50   | 9,80   |
| Carrière  | Carrière       | 36     | 0      | 18,2   | 47,8  | 26,9   | 77,0 | 4,60    | 0,70    | 0,50   | 0,50   | 9,80   |

### Professionnelles

#### Saison régulière
| Saison    | Équipe   | Matchs | Titul. | Min./m | % Tir | % 3pts | % LF | Rbds/m. | Pass/m. | Int/m. | Ctr/m. | Pts/m. |
| --------- | -------- | ------ | ------ | ------ | ----- | ------ | ---- | ------- | ------- | ------ | ------ | ------ |
| 2019-2020 | Portland | 48     | 5      | 11,9   | 43,0  | 23,7   | 63,6 | 2,30    | 0,50    | 0,30   | 0,30   | 3,60   |
| 2020-2021 | Portland | 48     | 2      | 13,3   | 46,7  | 35,0   | 80,0 | 2,70    | 0,50    | 0,10   | 0,30   | 4,60   |
| 2021-2022 | Portland | 42     | 23     | 25,9   | 46,0  | 33,1   | 73,4 | 5,60    | 1,30    | 0,60   | 0,90   | 9,80   |
| 2022-2023 | Portland | 54     | 4      | 18,1   | 44,2  | 36,7   | 71,7 | 2,60    | 0,90    | 0,40   | 0,40   | 6,60   |
| Carrière  | Carrière | 192    | 34     | 17,1   | 45,1  | 33,5   | 72,5 | 3,20    | 0,80    | 0,30   | 0,40   | 6,00   |

#### Playoffs
| Saison   | Équipe   | Matchs | Titul. | Min./m | % Tir | % 3pts | % LF | Rbds/m. | Pass/m. | Int/m. | Ctr/m. | Pts/m. |
| -------- | -------- | ------ | ------ | ------ | ----- | ------ | ---- | ------- | ------- | ------ | ------ | ------ |
| 2021     | Portland | 3      | 0      | 3,0    | 25,0  | 25,0   | 50,0 | 0,30    | 0,00    | 0,00   | 0,30   | 1,70   |
| Carrière | Carrière | 3      | 0      | 3,0    | 25,0  | 25,0   | 50,0 | 0,30    | 0,00    | 0,00   | 0,30   | 1,70   |

## Records sur une rencontre en NBA
Les records personnels de Nassir Little en NBA sont les suivants, :
| Type de statistique        | Saison régulière | Saison régulière           | Saison régulière | Playoffs            | Playoffs            | Playoffs    |
| Type de statistique        | Record           | Adversaire                 | Date             | Record              | Adversaire          | Date        |
| -------------------------- | ---------------- | -------------------------- | ---------------- | ------------------- | ------------------- | ----------- |
| Points                     | 30               | @ Bucks de Milwaukee       | 1er février 2021 | 3                   | @ Nuggets de Denver | 24 mai 2021 |
| Paniers marqués            | 11               | @ Bucks de Milwaukee       | 1er février 2021 | 1                   | @ Nuggets de Denver | 24 mai 2021 |
| Paniers tentés             | 18               | @ Bucks de Milwaukee       | 1er février 2021 | 2                   | 2 fois              | 2 fois      |
| Paniers à 3 points réussis | 2 fois           | 2 fois                     | 1                | @ Nuggets de Denver | 24 mai 2021         |             |
| Paniers à 3 points tentés  | 10               | @ Nuggets de Denver        | 13 janvier 2022  | 2                   | 2 fois              | 2 fois      |
| Lancers francs réussis     | 7                | @ Suns de Phoenix          | 22 février 2021  | 2                   | Nuggets de Denver   | 29 mai 2021 |
| Lancers francs tentés      | 10               | @ Warriors de Golden State | 8 décembre 2021  | 4                   | Nuggets de Denver   | 29 mai 2021 |
| Rebonds offensifs          | 5                | 2 fois                     | 2 fois           | -                   | -                   | -           |
| Rebonds défensifs          | 13               | @ Rockets de Houston       | 12 novembre 2021 | 1                   | Nuggets de Denver   | 29 mai 2021 |
| Rebonds totaux             | 14               | @ Rockets de Houston       | 12 novembre 2021 | 1                   | Nuggets de Denver   | 29 mai 2021 |
| Passes décisives           | 6                | Hornets de Charlotte       | 17 décembre 2021 | -                   | -                   | -           |
| Interceptions              | 2                | 6 fois                     | 6 fois           | -                   | -                   | -           |
| Contres                    | 3                | 3 fois                     | 3 fois           | 1                   | Nuggets de Denver   | 29 mai 2021 |
| Balles perdues             | 4                | @ Raptors de Toronto       | 23 janvier 2022  | 1                   | @ Nuggets de Denver | 24 mai 2021 |
| Minutes jouées             | 39               | @ Raptors de Toronto       | 23 janvier 2022  | 5                   | Nuggets de Denver   | 29 mai 2021 |

- Double-double : 4
- Triple-double : 0

Dernière mise à jour : 15 juillet 2022